# Forte Drum

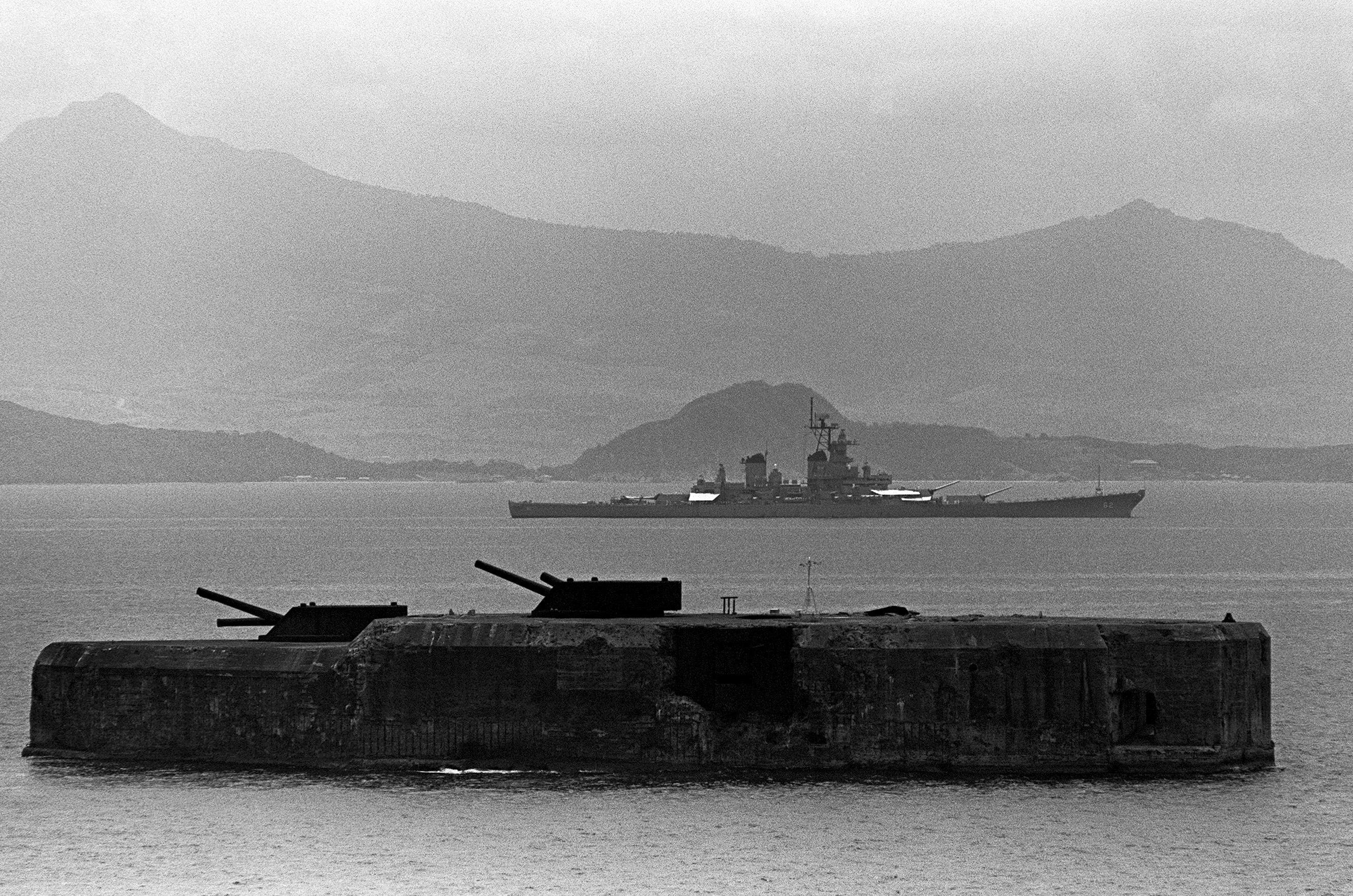
Forte Drum, Filipinas: fotografia de 1983, com o USS New Jersey ao fundo.

O Forte Drum, também conhecido como o navio de guerra de concreto, localiza-se na ilha El Fraile, na entrada da baía de Manila, nas Filipinas.

## História
Trata-se de uma pequena ilha rochosa, fortificada pelo batalhão de Engenharia do Exército dos Estados Unidos entre 1910 e 1914. Posteriormente, pela adição de espessas camadas de concreto reforçado com aço criou-se uma enorme estrutura, semelhante a um navio.
O conjunto é coroado por duas torretas blindadas em aço, cada uma com dois canhões de 14 polegadas. Completavam essa defesa faróis e baterias anti-aéreas. Os muros, de 25 a 36 pés de espessura, protegiam os paióis de munições, as casas de máquinas e os alojamentos para uma guarnição de 200 homens.
No contexto da Segunda Guerra Mundial, diante da eclosão da Guerra do Pacífico, a 7 de dezembro de 1941, o Forte Drum resistiu a pesados bombardeios aéreos e navais das forças Japonesas, em apoio às forças estadunidenses e filipinas em Bataan e Corregidor. O Forte Drum rendeu-se às forças japonesas na sequência da queda da ilha Corregidor, em 6 de maio de 1942, sendo ocupado por forças japonesas.
Actualmente encontra-se em ruínas.